# Georges Durin
Pour les articles homonymes, voir Durin (homonymie).
Georges Durin est un homme politique français né à Cusset (Allier) le 5 août 1843, mort à Vichy (Allier) le 10 avril 1933. Il fut maire de Vichy de 1879 à 1892.

## Biographie
Ses parents quittent Cusset pour s’installer dans la ville voisine de Vichy en 1846. Ils deviennent les propriétaires de l’hôtel Sornin, devenu hôtel de Paris. Georges Durin fait ses études à Cusset, à Clermont-Ferrand, et à Paris. Bachelier-ès-lettres, il soutient une thèse de droit en 1867 et revient à Vichy durant la guerre de 1870.

## Mandats
- Conseiller municipal élu le 22 novembre 1874.
- Nommé deuxième adjoint au maire en 1876
- Premier adjoint au maire en 1878.
- Maire de Vichy de 1879 à 1892 (élu le 22 juin 1879, réélu en janvier 1881, en mai 1882, en mai 1884, en mars 1886, en mai 1888, puis le 15 mai 1892.
- Conseiller général de l'Allier pour le canton de Vichy (élu le 31 juillet 1892 contre Louis Lasteyras).

## Bilan
Bilan en tant que maire : transfert du vieux cimetière du Moutier, construction des écoles Carnot, Jules Ferry et Sévigné, ouverture du boulevard Carnot, des rues Masset et Roovère, construction de l'ancien marché couvert, du bureau de bienfaisance, des abattoirs et de l’hôpital civil, cofondateur du concours hippique de Vichy, créateur du canton de Vichy.